# Epactozetes setosus
Epactozetes setosus är en kvalsterart som beskrevs av Balogh och Sandór Mahunka 1969. Epactozetes setosus ingår i släktet Epactozetes och familjen Epactozetidae. Inga underarter finns listade i Catalogue of Life.